# Винклер, Вальтер Ежи
Вальтер Ежи Винклер (пол. Walter Jerzy Winkler; 2 февраля 1943, Пекары-Слёнске — 4 июня 2014, Бытом, Силезское воеводство) — польский футболист и футбольный тренер, играл на позиции защитника.

## Биография

### Игровая карьера
Винклер большую часть футбольной карьеры играл за бытомскую «Полонию», в составе которой в 1962 году выиграл чемпионский титул. Отыграв 14 сезонов за «Полонию», Винклер переехал во Францию, где в течение двух сезонов играл за «Ланс», но основным игроком во французском клубе так и не стал. В 1976 году вернулся на родину и закончил карьеру в «Полонии».
В составе сборной Польши сыграл 23 матча и не отметился забитыми мячами.

### Тренерская карьера
С 1994 по 1995 год тренировал бытомскую «Полонию».

### Смерть
Скончался 4 июня 2014 года в возрасте 71 года.

## Достижения
«Полония» (Бытом)
- Чемпион Польши (1): 1962